# Нешлинг, Джон
Джон Нешлинг (порт. John Luciano  Neschling; род. 13 мая 1947, Рио-де-Жанейро) — бразильский дирижёр и композитор. Внучатый племянник Арнольда Шёнберга.
Сын еврейских эмигрантов из Австрии. Учился в Вене у Ханса Сваровски, затем в Тэнглвудском музыкальном центре у Леонарда Бернстайна и Сэйдзи Одзавы. Работал в оперных театрах Лиссабона, Санкт-Галлена, Палермо, Бордо, в 1996 г. поставил в Вашингтонской опере классическую бразильскую оперу Антонио Карлоса Гомеса «Гуарани» с Пласидо Доминго в одной из главных партий. В 1996—1998 гг. главный дирижёр Национального оркестра Аквитании. В 1997—2009 гг. руководил Симфоническим оркестром Сан-Паулу. В 2013 году был назначен художественным руководителем Городского театра Сан-Паулу и был главным дирижёром Муниципального симфонического оркестра Сан-Паулу (2013—2016).
Автор музыки к ряду бразильских фильмов, в том числе «Поцелуй женщины-паука» (1985).
Первая жена — актриса Луселия Сантуш, их сын — актер Педру Нешлинг. С 2012 женат на писательнице Патрисии Мелу.